# Costa e Silva Sobrinho
José da Costa e Silva Sobrinho (Caeté, 13 de fevereiro de 1892 - Santos, 10 de fevereiro de 1977), foi um advogado, professor, cronista, escritor e historiador brasileiro. Filho do ministro Antônio José da Costa e Silva, um dos mais respeitados penalistas brasileiros e de Anésia Monteiro da Costa e Silva. Casou-se em primeiras núpcias com Angelina Bastos da Costa e Silva, e desse casamento nasceu Rute Bastos da Costa e Silva, pintora de méritos; já falecida. Do segundo casamento, com Holanda Bindo da Costa e Silva, nasceu José Roberto da Costa e Silva. advogado, também falecido.

## Biografia
Fez seus primeiros estudos em Guaratinguetá, na escola de Maria Amélia de Morais, e depois em São Simão, no Colégio Augusto Lago, entre 1904 e 1907. Em 1912, ingressou na Faculdade de Direito de São Paulo (Faculdade do Largo de São Francisco)  vindo a obter o bacharelado em Ciências Jurídicas e Sociais em 1916. Como estudante de Direito, foi redator do Onze de Agosto, em 1915. Depois de formado, Costa e Silva Sobrinho abriu banca de advocacia em Santos, onde se radicou, exercendo a profissão com brilho durante 40 anos. Tornou-se irmão-remido da Santa Casa de Misericórdia de Santos, em 30 de março de 1923, tendo prestado serviços ao hospital, como assistente jurídico e nos setores administrativos. Em 19 de janeiro de 1938, fundou com outros estudiosos da cidade o Instituto Histórico e Geográfico de Santos, do qual foi presidente durante oito anos, tornando-o entidade de utilidade pública municipal, estadual e federal. Na sua gestão, o IHGS adquiriu sua sede própria, na Avenida Conselheiro Nébias, 659, contando para tanto com a ajuda financeira de seu particular amigo, Valentim Bouças. Foi lhe conferido, em 12 de outubro de 1938, o diploma de sócio-correspondente do Instituto de Estudos Genealógicos de São Paulo.  Por portaria de 22 de julho de 1932, de Rodovalho Marcondes Chaves, juiz de Direito da Vara Criminal de Santos, foi nomeado 2º promotor público interino da Comarca, durante o impedimento do titular efetivo. Exerceu esse cargo durante a Revolução Constitucionalista. Nessa época falou várias vezes pela Rádio Clube de Santos (PRB-4) contra a ditadura de Getúlio Vargas e a favor do Movimento Constitucionalista. É também dessa época a participação de Costa e Silva Sobrinho na Milícia Cívica de Santos, integrando o Batalhão Maranhão, comandado pelo major B. Spínola Mendes. Foi nomeado prefeito da Estância Sanitária de Guarujá em 6 de novembro de 1946, pelo interventor José Carlos de Macedo Soares. Historiador do Conselho Administrativo do Museu Historiador do Conselho Administrativo do Museu Histórico e Geográfica e Pedagógico dos Andradas, criado pelo Decreto Estadual nº 30.324, de  10 de dezembro de 1937. Foi um dos fundadores da Faculdade Católica de Direito, hoje Faculdade de Direito da Universidade Católica de Santos, onde lecionou Direito Civil e foi seu primeiro diretor, de 1953 a 1957.  A Sociedade Brasileira de Criminologia e Ciências Penitenciárias outorgou-lhe o diploma de colaborador. Foi sócio honorário da Associação Casa da Criança e da Sociedade Humanitária  dos Empregados no Comércio, duas das muitas entidades com as quais colaborou no setor de assistência social e benemerência. Homem de letras, pesquisador e estudioso da história da cidade, Costa e Silva Sobrinho publicou, entre outros livros, Santos Noutros Tempos, Romagem pela Terra dos Andradas, O Panteão dos Andradas, Nulidades do Processo Criminal, Lauréis e Oração de Paraninfo. No dia 14 de dezembro de 1964, na Câmara Municipal de Santos, cumprindo a Lei nº 2.512, de 6 de junho de 1962, recebeu o título de Cidadão Santista. Entre 1947 e 1974 produziu excepcional obra literária, formando um arquivo particular com mais de 200 volumes, aos quais deu o título de "Materiais para a História de Santos", adquiridos pela Prefeitura Municipal de Santos 

## Obra
- Santos noutros tempos. São Paulo (SP): [s.n.], 1953. 658 p.
- . O Panteão dos Andradas. 2. ed. Santos (SP): A Tribuna, 1992. 48 p. (Santos noutros tempos)
- . Romagem pela terra dos Andradas. Rio de Janeiro: Livraria Freitas Bastos S.A., [19--]. 242 p.
- Santos na história do Brasil. [S.l.]: [s.n.], [19--]. 88 p.
- "Lauréis"
- "Elogio de Inglês de Souza"
- . Nullidades do processo criminal. Santos (SP): Instituto D. Escholastica Rosa, 1920. 120 p.

## Homenagens
Em sua uma homenagem, uma escola recebe o seu nome: a "UME José da Costa e Silva Sobrinho", no Jardim Piratininga.